# What Did I Do to You?
What Did I Do to You? è un singolo del 1990 della cantautrice britannica Lisa Stansfield estratto dall'album Affection.

## Descrizione
La titletrack era originariamente inclusa sul suo album di debutto, intitolato Affection, pubblicato nel 1989, da cui è stata tratta la versione 7" del brano, che dà il titolo all'omonimo EP 12", uscito nella primavera del 1990, contenente anche altre 3 tracce, My Apple Heart, Lay Me Down e Something's Happenin, tutte inedite e non comprese nell'album d'esordio.
L'EP, trainato dalla title track, si è rivelato il meno venduto tra i numerosi singoli realizzati dalla cantante nello stesso periodo (le cui versioni originali sono contenute tutte nelle differenti edizioni dell'album), raggiungendo anche la posizione più bassa di tutti i vari 45 giri estratti - relativamente tale, di fatto, essendosi comunque piazzato ad un eccellente Numero 25, nella classifica britannica dei singoli. Maggiore successo è stato raggiunto in Italia, dove è salito fino al Numero 7 (miglior piazzamento internazionale).
L'intero EP, compresa la versione 7" di What Did I Do to You?, leggermente remixata, è stato in séguito incorporato all'interno dell'edizione rimasterizzata in CD dell'album Affection, pubblicata nel 2003, senza la versione originale del brano, ma con una serie di tracce extra (compreso il «single mix» di People Hold On, il primo vero successo della Stansfield, ottenuto insieme ai Coldcut, duo britannico di produttori house, autori, insieme a lei, di questa ulteriore traccia extra, esclusa dalla prima edizione del disco).
La ristampa uscita nel nuovo millennio include, tra l'altro, tutti i testi dei brani dell'album del 1989 (che, nella sua versione originale, rappresenta l'unico lavoro di Lisa senza la riproduzione scritta delle parole delle canzoni al suo interno), compresi quelli dei brani aggiunti, e quindi sia di What Did I Do to You? che di My Apple Heart, Lay Me Down e Something's Happenin, le tre inedite contenute, in origine, soltanto sull'EP del 1990.

## Tracce
1. What Did I Do to You? (7" version) – 4:18
2. My Apple Heart – 4:15
3. Lay Me Down – 4:13
4. Something's Happenin – 3:46

## Classifiche
| Classifica (1990) | Posizione massima |
| ----------------- | ----------------- |
| Belgio (Fiandre)  | 37                |
| Finlandia         | 18                |
| Germania          | 43                |
| Irlanda           | 20                |
| Italia            | 7                 |
| Paesi Bassi       | 38                |
| Regno Unito       | 25                |